# Ludolf von Langen
Ludolf (auch Ludolph) Joseph Theodor von Langen (* 15. Juni 1803 in Langenschwalbach; † 9. Oktober 1872 in Wiesbaden) war ein nassauischer Beamter und Mitglied der ersten Kammer der Landstände des Herzogtums Nassau.

## Familie
Ludolf von Langen, der katholischer Konfession war, war der Sohn des Eltvillers Stadtdirektors Heinrich Hermann Joseph von Langen (* 18. August 1773 in St. Goar; † 23. Oktober 1843 in Eltville) und dessen Frau Barbara Therese geborene Verflassen. Der Großvater väterlicherseits war der hessen-rheinfelsische Kanzleidirektor und kurtrierische Hofrat Ludof Theodor Jospep von Langen. Der Großvater mütterlicherseits war der Kaufmann Jakob Verflassen.
Ludolf von Langen heiratete am 15. Juni 1828 in Nastätten Maria Josepha Walburga Charlotte Magdalene geborene Freiin von Hausen, verwitwete Edele von Söhlern (* 15. Februar 1804 in Langenschwalbach; † 3. Dezember 1895 in Wiesbaden), die Tochter des kurmainzerischen Kammerherren und Jägerhauptmanns Karl Heinrich Freiherr von Hausen und dessen Frau Antoinette geborene von Sohlern.

## Leben
Ludolf von Langen studierte an der Rheinischen Friedrich-Wilhelms-Universität Bonn Rechtswissenschaften. 1821 wurde er Mitglied des Corps Rhenania Bonn. 1824 legte er das Examen ab. 1824–1825 war er Amtsakzessist im Amt Nastätten, 1826–1829 im Amt Eltville, 1829–1831 im Amt Königstein und 1831–1832 im Amt Höchst. 1832 bis 1932 war er Amtssekretär in Höchst und 1834–1840 im Amt Dillenburg. 1840–1843 war er Amtmann (das war damals sowohl der Verwaltungschef als auch der Richter im Amtsbezirk) im Amt Wallmerod und 1843–1845 im Amt Montabaur. Nach der Märzrevolution wurden die Ämter abgeschafft und Kreisämter geschaffen. Ludolf von Langen wurde Kreisamtmann (also Verwaltungschef) im Kreisamt Limburg. Mit dem Sieg der Reaktion entstanden die Ämter in Nassau wieder neu und Ludolf von Langen war 1853–1864 Justizamtmann im Amt Königstein. 1846–1866 war er Rechnungskammerrat in Wiesbaden, ab 1866 Direktionsrat bei der Landesbank. Im gleichen Jahr wurde er zum Geheimen Regierungsrat befördert und 1868 in den Ruhestand versetzt.

## Politik
1865–1866 war Ludolf von Langen als Vertreter der Gräfin von Neu-Leiningen-Westerburg Mitglied der ersten Kammer der Landstände.